# Rhinocoeta turbidus
Rhinocoeta turbidus är en skalbaggsart som beskrevs av Karl Henrik Boheman 1860. Rhinocoeta turbidus ingår i släktet Rhinocoeta och familjen Cetoniidae. Inga underarter finns listade i Catalogue of Life.